# Llaç groc

Dibuix d'un llaç groc.

El llaç groc és un símbol consistent en un llaç de tela groga que al llarg de la història s'ha fet servir per diverses reivindicacions. És un variant de llaç solidari.

## Usos internacionals

### Endometriosi
Els llaços grocs es fan servir internacionalment com a mostra de suport als afectats per endometriosi i els seus familiars.

### She wore a yellow ribbon
Una de les referències més conegudes arreu sobre els llaços grocs prové de la cançó (a vegades en forma de poema) tradicional anglesa She wore a yellow ribbon (en català, Ella portava un llaç groc). Se'n tenen registres escrits com a mínim des del segle xviii, i sembla que arribà als Estats Units d'Amèrica, on es popularitzà, de la mà dels colons anglesos.

## Usos per país
Deixant de banda els usos internacionals ja esmentats, el llaç groc ha adoptat diversos usos segons el país i el moment històric.

### A Alemanya
A Alemanya el llaç groc es fa servir en suport de les forces armades.

### A Austràlia
A Austràlia, el grup Save Albert Park (Salvem l'Albert Park) ha lligat llaços grocs als arbres del parc com a símbol de protesta.
El 2009 el llaç groc fou fet servir en solidaritat amb els afectats pels incendis forestals de l'estat de Victòria del febrer de 2009.
El 16 de setembre de 2012 el llaç groc fou adoptat pel suport unilateral als bombers voluntaris de l'estat de Queensland. Un mes després fou ratificat al hansard del govern de l'estat de Queensland de la primera sessió del 54è parlament.

### Al Canadà
L'ús del llaç groc al Canadà no està documentat fins a la Primera Guerra Mundial, quan les mares i mullers dels soldats canadencs van començar a fer-los servir en record dels soldats. Aquest ús es mantingué durant la Segona Guerra Mundial.

### A Catalunya

#### Guerra de Successió

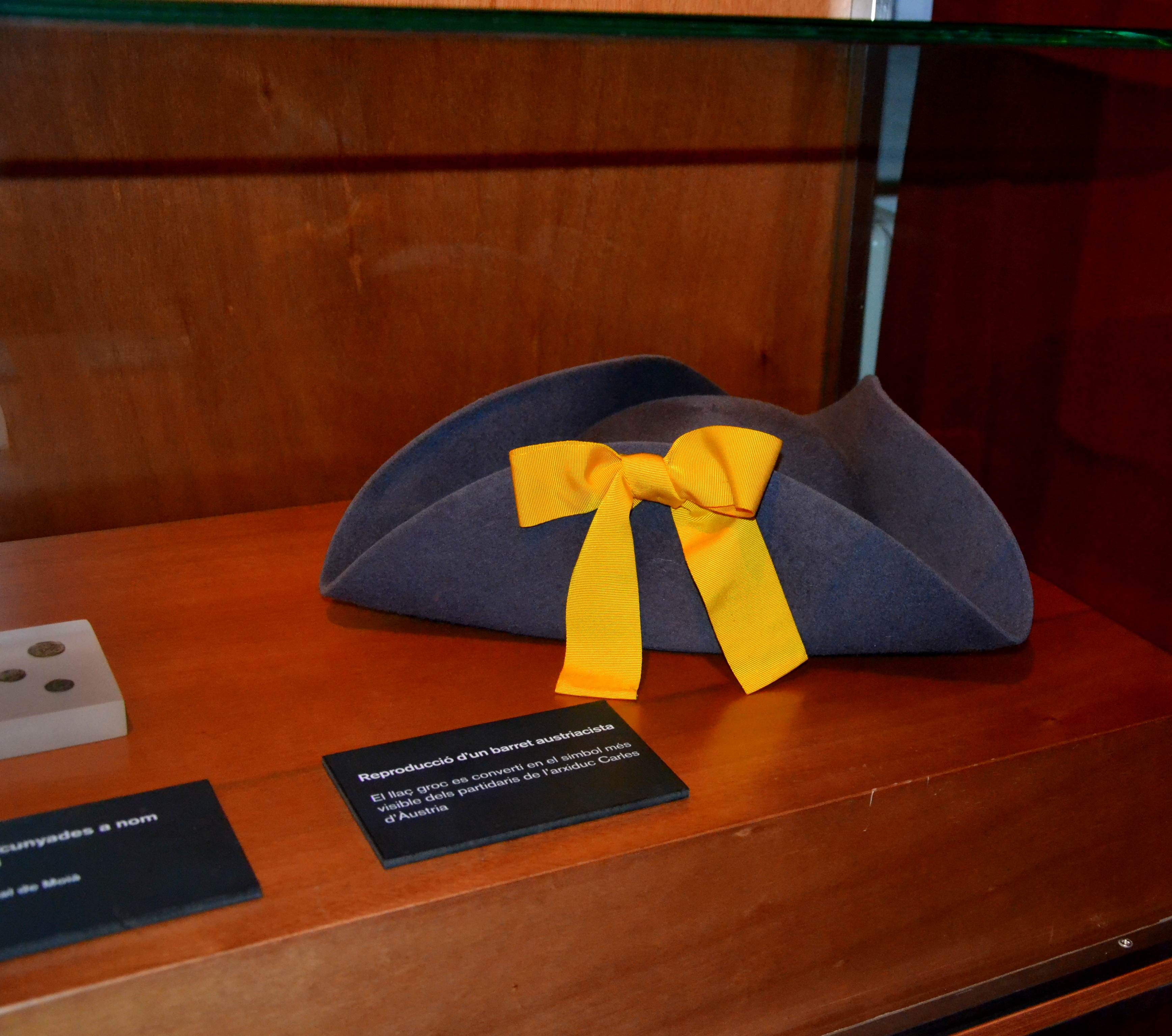
Barret austriacista amb llaç groc

La primera referència coneguda de l'ús d'escarapel·les de color groc es troba l'any 1704, en què el virrei de Catalunya Francisco Antonio Fernández de Velasco y Tovar va prohibir-ne l'ús partidista durant la guerra de Successió, per a evitar la publicitat del bàndol que les usava "creando discordias entre las familias".

#### Ús el 2014
Segles més tard, el llaç groc es va fer servir a Espanya per reivindicar el dret a decidir de Catalunya. En aquest sentit, els senadors per Convergència i Unió van lluir llaços grocs l'octubre de 2014.

#### Ús a partir de 2017

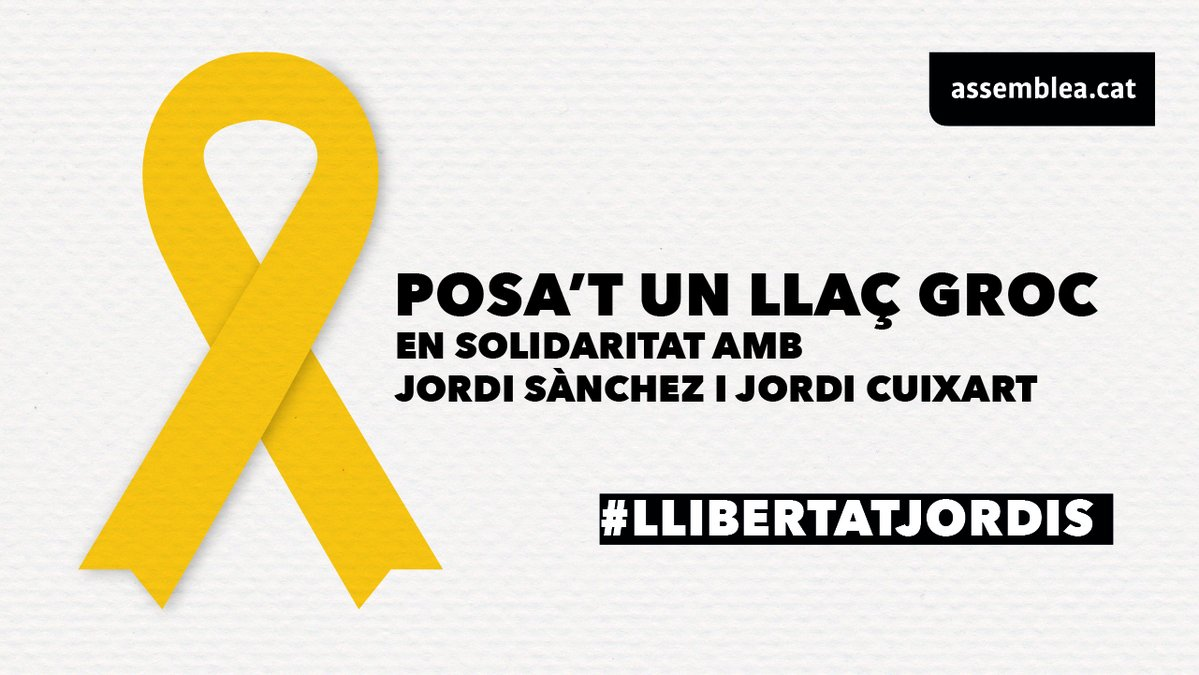
Cartell de l'Assemblea Nacional Catalana demanant posar-se un llaç groc en solidaritat amb Jordi Sànchez i Jordi Cuixart.

El 16 d'octubre de 2017, dia en el qual es van empresonar Jordi Sànchez i Jordi Cuixart, l'Assemblea Nacional Catalana i Òmnium Cultural van demanar fer ús de llaços grocs per demanar l'alliberament dels presos polítics catalans.
D'ençà que se'n promou l'ús el 16 d'octubre de 2017, en suport dels presos polítics i exiliats, hi ha hagut diversos actes reivindicatius on s'ha fet servir en diferents modalitats i formats, incloent-hi petits llaços per portar a la roba, llaços gegants desplegats en llocs públics, cadires buides amb un llaç groc o gent agrupada en forma de llaç en concentracions.
Entre les personalitats públiques dels Països Catalans que s'han sumat a la iniciativa individualment portant el llaç al pit hi ha polítics, activistes i personalitats de primera línia pública com l'entrenador de futbol Josep Guardiola.
El 24 de novembre de 2017 la Junta Electoral Central va adoptar l'acord que impedeix portar el llaç groc als interventors, apoderats i membres de les meses electorals de les eleccions al Parlament de Catalunya de 2017. L'acord va ser adoptat a instància d'una consulta realitzada pel Partit dels Socialistes de Catalunya. Aquest fet va desencadenar una campanya demanant l'ús del color groc a les xarxes socials com a protesta per aquesta decisió.
L'any 2019 arran de les eleccions generals espanyoles la Junta Electoral Central va prohibir a la Generalitat i a l'Ajuntament de Barcelona exhibir el llaç groc a la façana. La Generalitat, va fer cas omís. L'ajuntament de Barcelona sí que va retirar el llaç groc de la façana.

### A Corea del Sud

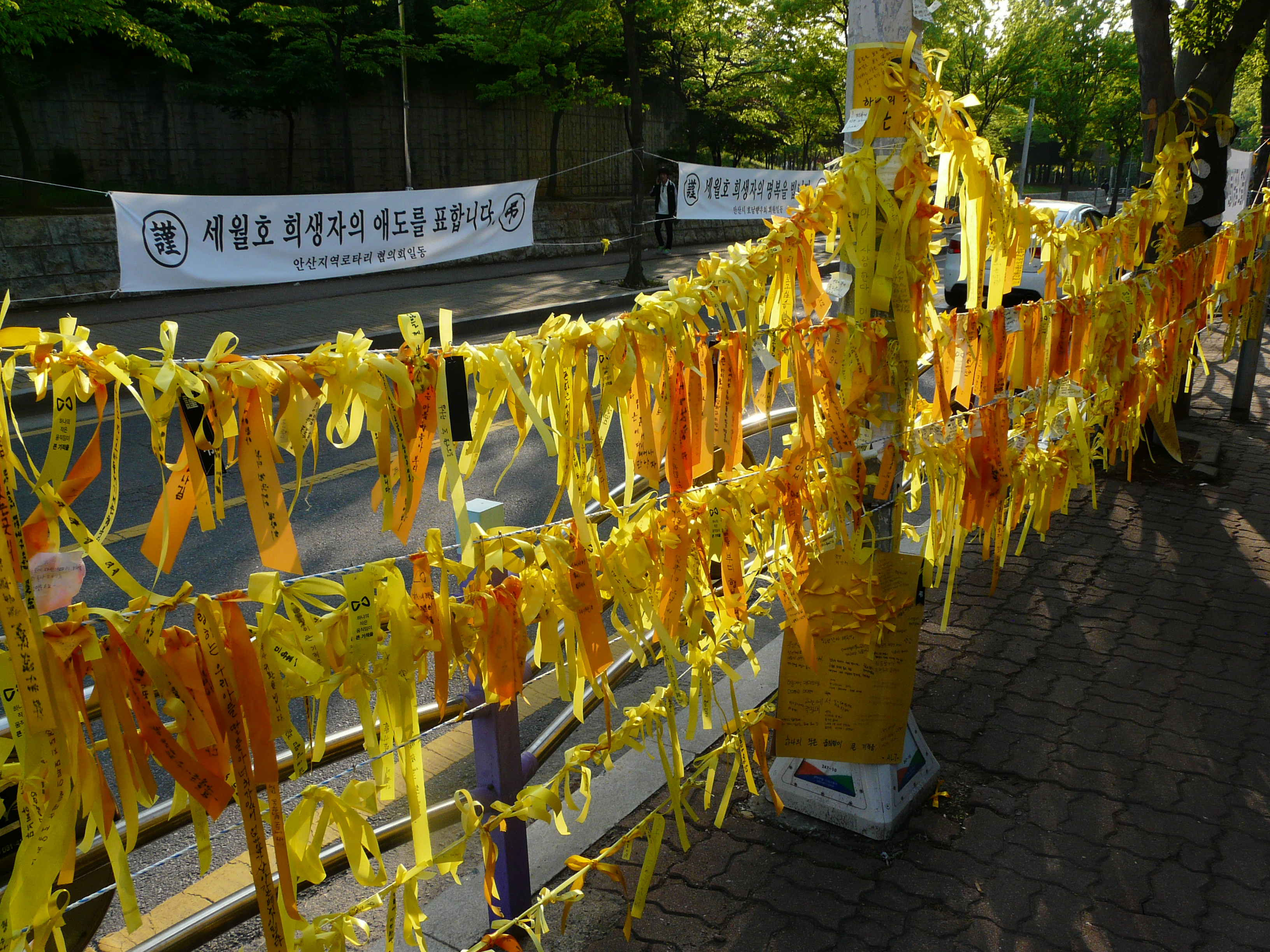
Llaços grocs a Corea del Sud.

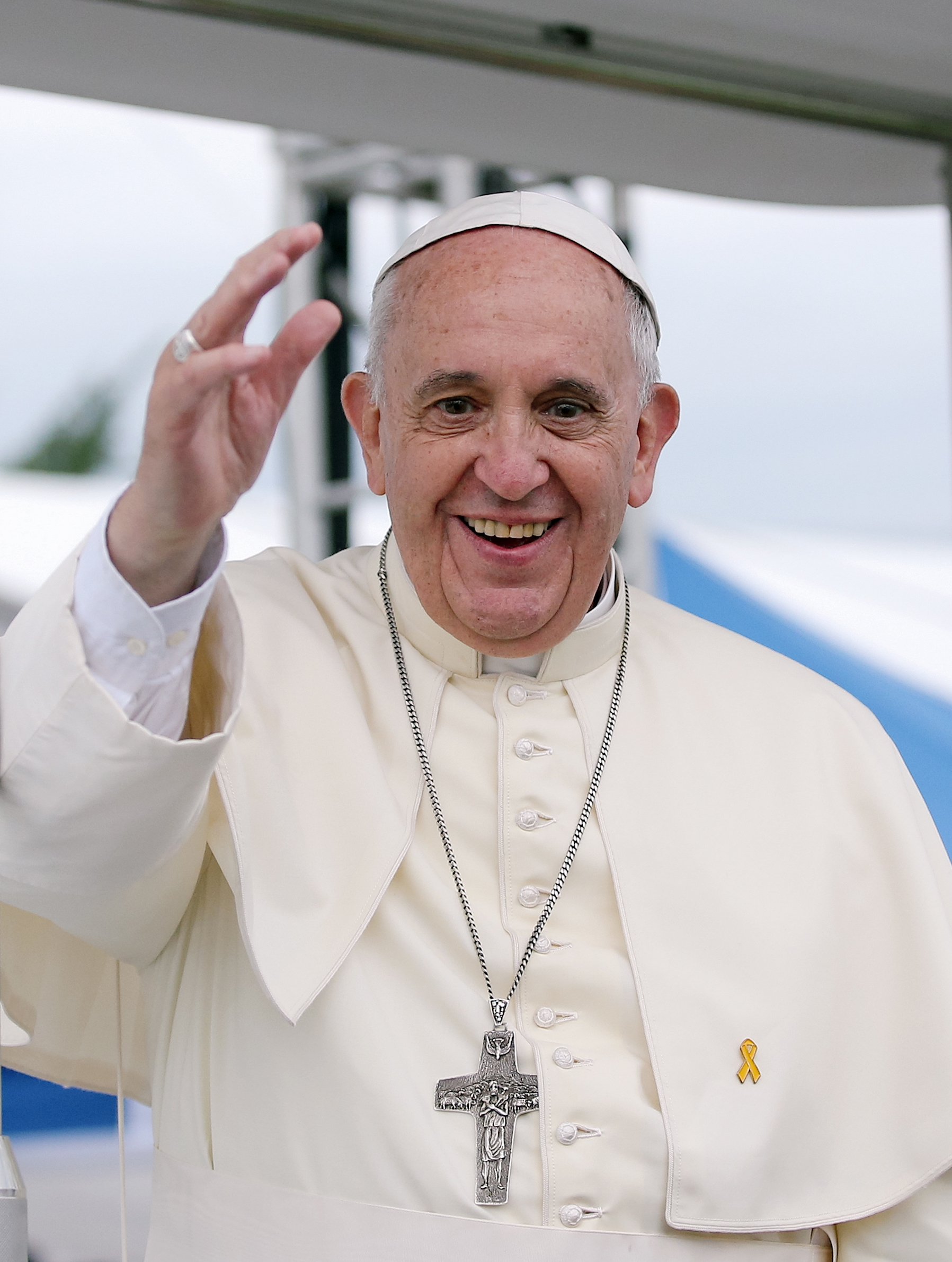
El Papa Francesc lluint un llaç groc durant la seva visita a Corea del Sud el 2014.

A Corea del Sud el llaç groc és un símbol en record de les víctimes de l'enfonsament de l'MV Sewol el 2014, en el qual van morir 304 persones.

### Als Estats Units d'Amèrica
L'any 1973, el grup Dawn i el cantant Tony Orlando editaren la cançó Tie a Yellow Ribbon Round the Ole Oak Tree, que esdevingué força popular als Estats Units d'Amèrica. Aparentment inspirada en un soldat que torna a casa, la cinta groga significaria la nostàlgia per una persona estimada absent.
Posteriorment, durant la crisi dels ostatges a l'Iran, el llaç groc fou usat com a distintiu en suport als ostatges estatunidencs en el marc de la campanya Tie A Yellow Ribbon (Lliga un llaç groc), que promovia lligar cintes grogues al voltant dels arbres als espais públics. Durant la Guerra del Golf els llaços grocs es feren servir en suport a l'exèrcit dels Estats Units, però aquesta vegada no només en forma de cintes lligades als arbres sinó en moltes altres formes.

### A l'Indonèsia
A l'Indonèsia el llaç groc és un símbol en solidaritat amb les víctimes de la Revolució indonèsia de 1998.

### A Itàlia
A Itàlia el llaç groc és una mostra de solidaritat amb els presoners de guerra.

### Al Japó
La medalla d'honor del Japó utilitza una cinta groga per reconèixer professionals que s'han convertit en models públics.

### Al Singapur
El govern de Singapur impulsà el Projecte Llaç Groc, una iniciativa per donar una segona oportunitat en la societat als ex-convictes. Durant el setembre, a Singapur es fan campanyes demanant a la gent portar un llaç groc a la camisa o samarreta en suport de la integració dels ex-presos.

### A la Xina
A la Xina el llaç groc es fa servir en record de l'enfonsament del Dong Fang Zhi Xing.